# Jelcz M081MB
Jelcz M081MB (zwany potocznie m.in. Edkiem od pierwotnej nazwy Edi lub verczedesem od połączenia późniejszej nazwy Vero i Mercedes) – autobus miejski klasy mini produkowany w latach 1999–2008 przez firmę Jelcz w Jelczu-Laskowicach na podwoziu Mercedes-Benz Vario 814D.

## Historia modelu

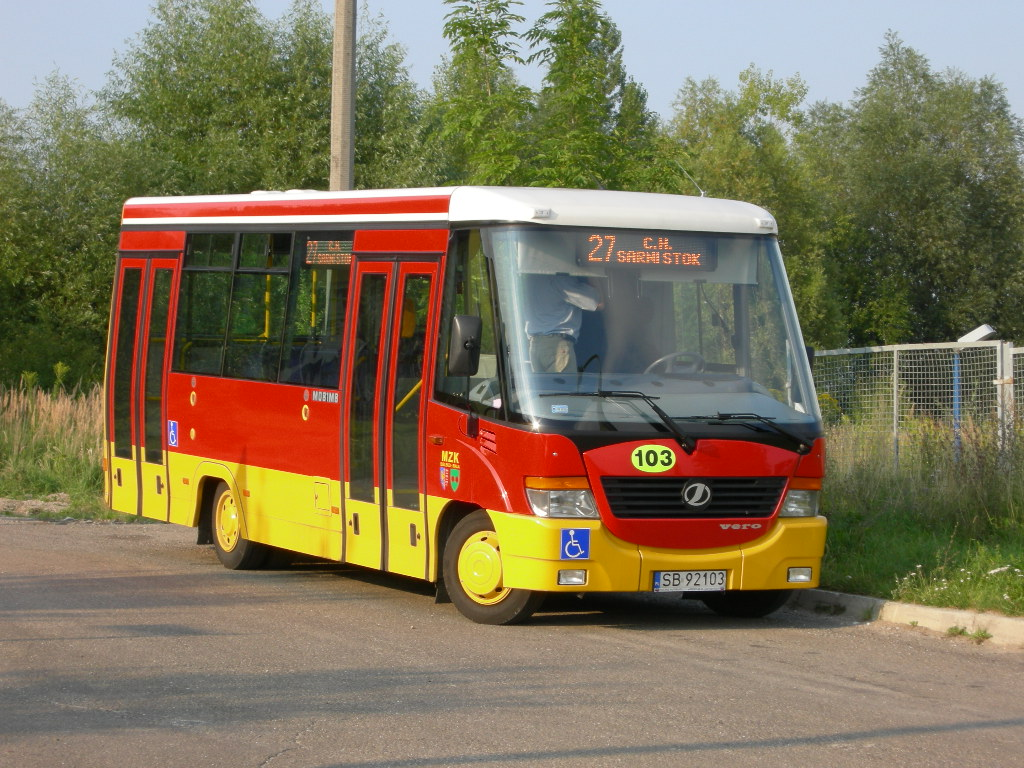
Jelcz M081MB w Bielsku-Białej

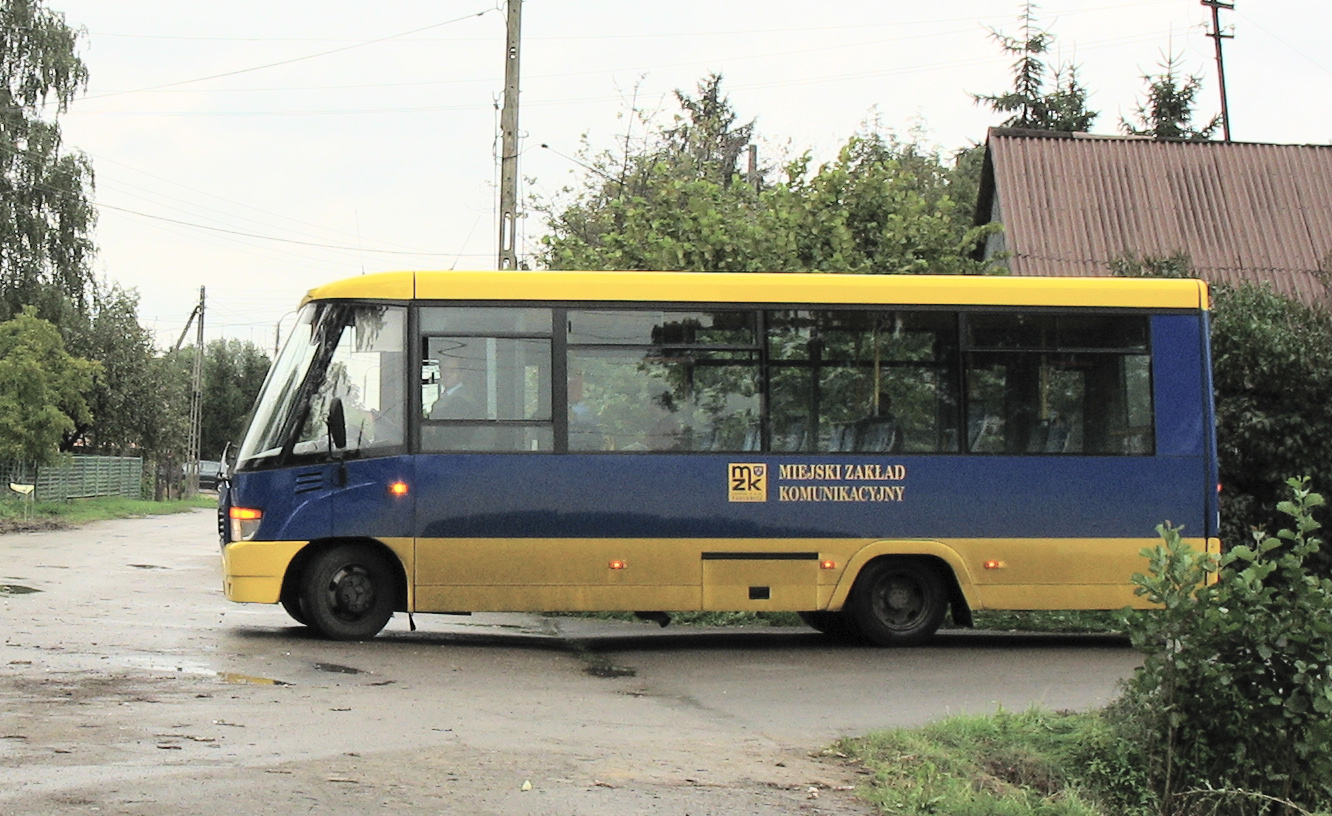
Jelcz M081MB Vero w Pabianicach

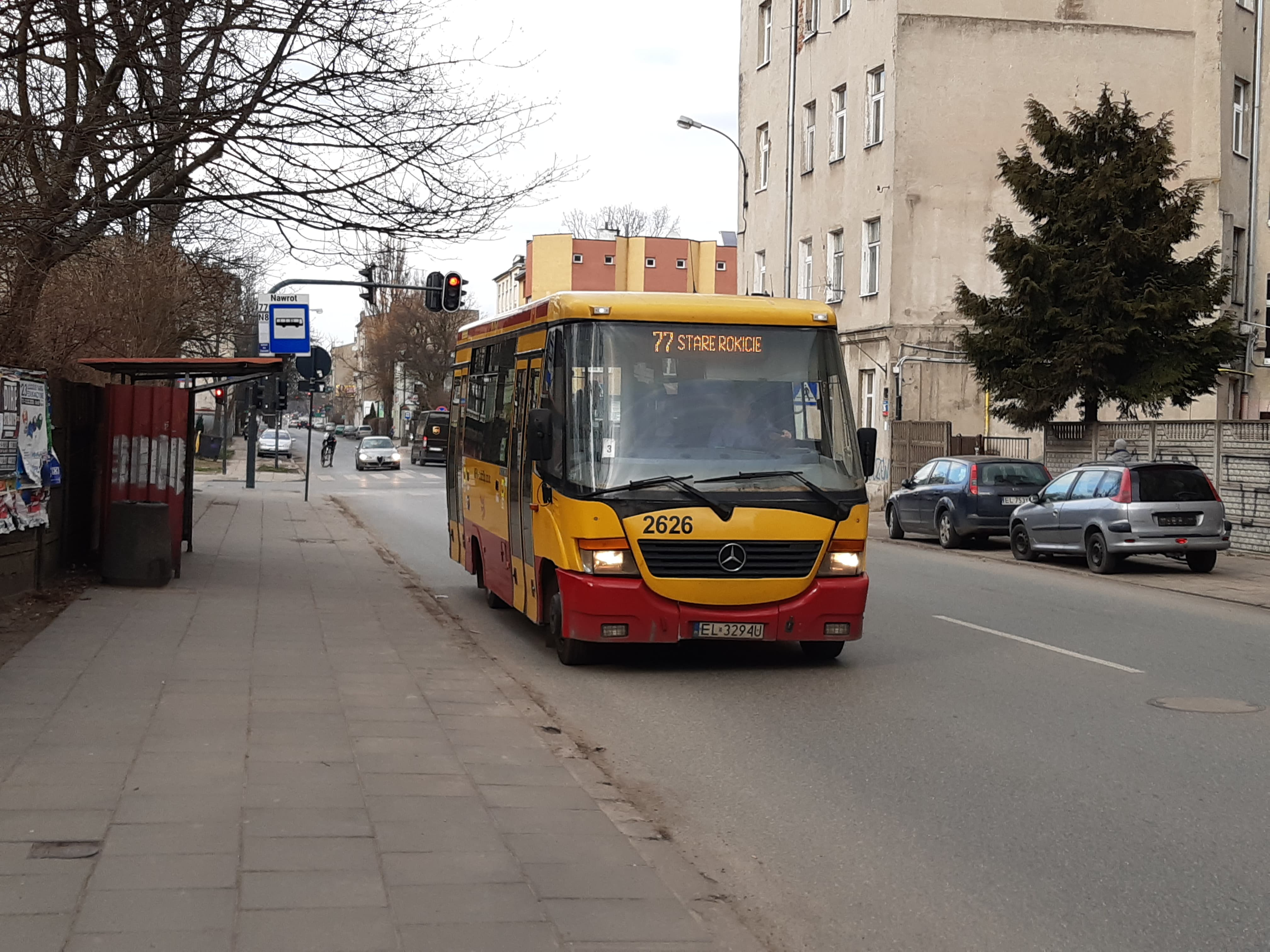
Jelcz M081MB w Łodzi

W III kwartale 1998 roku powstał prototyp tego autobusu, oznaczony symbolem M081MB „Midi”. Projekt nadwozia wykonano w Wydziale Architektury Wnętrz i Wzornictwa Przemysłowego Akademii Sztuk Pięknych we Wrocławiu. Do produkcji trafił on w 1999 roku jako Jelcz M081MB „Edi”. Od 2000 roku wszystkie autobusy z rodziny "081" wyposażane są w szkielet oraz poszycie boczne, wykonane ze stali nierdzewnej. W tym samym roku pojawiła się możliwość wyposażenia tego modelu w klimatyzację i w pełni zamkniętą kabinę kierowcy oraz 4-biegową skrzynię automatyczną Allison AT-542, zamontowaną w łącznie 15 pojazdach: 10 dla MPK Włocławek, a także po jednym dla MZK Kęty, MZK Leszno, MPK Radom, MZK Toruń oraz ZKM Ciechanów.
Na początku września 2001 roku w trakcie Wystawy Komunikacji Miejskiej w Łodzi zaprezentowano ten model po kosmetycznych zmianach oraz przedstawiono jego nową nazwę: Jelcz M081MB "Vero".
W październiku 2002 roku do oferty dołączył model z silnikiem spełniający normę czystości spalin Euro-3, a co za tym idzie zmieniło się ponownie jego oznaczenie na Jelcz M081MB/3 Vero, która to nazwa funkcjonowała do zakończenia produkcji.
Od 2005 roku produkowana była zmodernizowana wersja Jelcz M081MB Vero. Istniała również możliwość wyposażenia tego autobusu w reflektory projektorowe, które z powodu podniesionych kosztów zastosowane zostały jedynie w prototypowym egzemplarzu, który do 2018 roku był w posiadaniu MPK Kraków.

W październiku 2008 roku ze względu na brak możliwości kontynuowania produkcji autobusów przez ZS Jelcz zakończono produkcję tego modelu. Ostatni Jelcz M081MB wyprodukowany został w 2007 roku, a następnie w maju 2008 roku trafił do MPK Kraków.

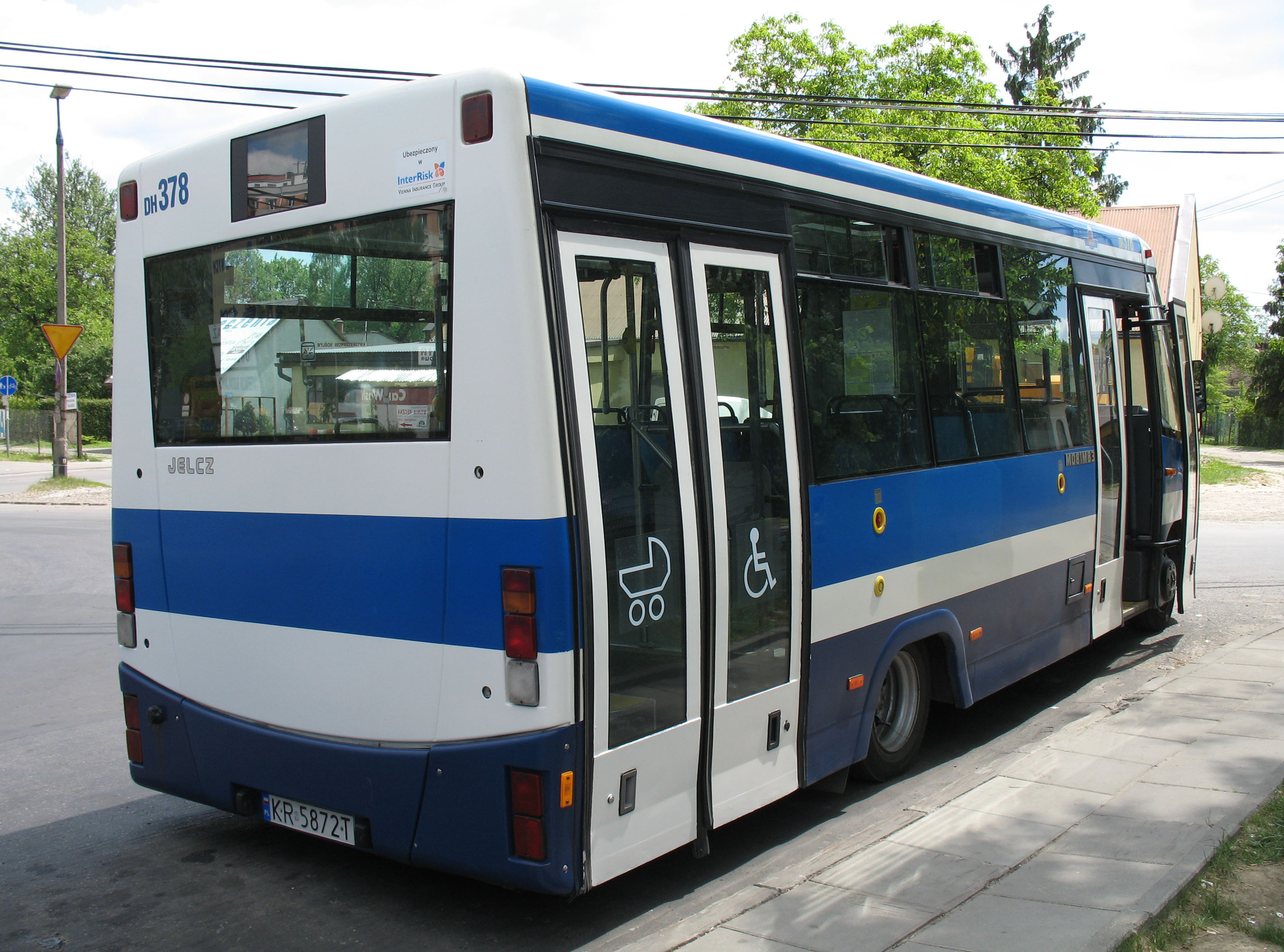
Jelcz M081MB, widok na tył

## Modele pochodne
W 2000 roku rozpoczęto sprzedaż lokalnej wersji tego modelu - Jelcz L081MB. Zastosowano w niej jedne drzwi dwuskrzydłowe za osią przednią w układzie 0-2-0. W tym samym roku wprowadzono odmianę turystyczną - Jelcz T081MB. Zbudowana ona została na podwoziu Mercedes-Benz Vario 815D. Do napędu wykorzystano silnik MB OM904LA o mocy maksymalnej 152 KM, spełniający wówczas normy czystości Euro-2, połączony z 5-biegową przekładnią manualną ZF S5-42. W 1999 roku powstał Jelcz L081MB „Kajtek”, który stanowił szkolną odmianę modelu L081MB. Model ten z powodu zbyt wysokiej ceny nie znalazł nabywców.

## Wielkość produkcji
| Rok produkcji | Liczba |
| ------------- | ------ |
| 1998          | 1      |
| 1999          | 15     |
| 2000          | 29     |
| 2001          | 19     |
| 2002          | 24     |
| 2003          | 9      |
| 2004          | 7      |
| 2005          | 38     |
| 2006          | 33     |
| 2007          | 28     |
| Suma          | 203    |

Na podstawie serwisu Transport Wroc.Biz